# Ròhan
Ròhan és un regne de la Terra Mitjana, el món imaginari creat per J.R.R. Tolkien en el que transcorren les seves novel·les. És la terra dels ròhirrims, un poble d'agricultors i ramaders coneguts pels seus cavalls.
Tenen un paper molt destacat a El Senyor dels Anells, i la major part de la trama del tercer llibre té lloc dins les seves fronteres.

## Geografia
Les fronteres de Ròhan són els rius Isen i Adorn a l'oest, les Muntanyes Blanques al sud, el Rierol de Mèring al sud-est, el Gran Riu a l'est i el Limclar al Nord. La capital de Ròhan és el turó fortificat d'Édoras a la falda de les Muntanyes Blanques. Una altra ciutat important és Aldburg, capital del Foldest i la ciutat on residí Éorl el Jove. Entre les fortaleses destacades també hi trobem Vilacorn, a la Gorja d'en Helm. Les terres de Ròhan estan plenes de pastures i planes, i sovint és descrita com «un mar d'herba». El paisatge i condicions climàtiques són comparables a les estepes de l'Àsia central, o les Grans Planes d'Amèrica del Nord.
A la fi de la Tercera Edat, Ròhan ocupava aproximadament un terç de l'extensió de Góndor, tot i que la densitat de població era menor.

## Història
Els éohtéod eren un poble migratori d'homes del nord establerts als límits del Bosc Llobregós, a les terres que havia ocupat l'extint Reialme del Rei bruixot d'Àngmar. Tenien orígens comuns amb les tres cases dels edain, de les que descendien els dúnedain que van fundar els regnes d'Àrnor i Góndor.
L'any 2509, el senescal de Góndor Círion va enviar una demanda d'auxili per defensar-se dels atacs d'orcs de Mórdor. Éorl el Jove, rei dels éothéod, va escoltar les crides i va aparèixer inesperadament a la Batalla del Camp de Celebrant, resultant decisiu per a la victòria de Góndor.
Com a recompensa, es van concedir a Éorl i a la seva gent les planes de Calenardhon, i hi va establir el seu regne. Eren terres que pertanyien a Góndor però que havien estat devastades per la plaga de 1636 i molt castigades per les invasions d'orcs i dunlendins.
La primera línia de reis va durar 249 anys, fins que el novè rei Helm Mademartell va morir. Els seus fills havien mort anteriorment, i el seu nebot Fréaláf fill de Hilde va iniciar la segona línia de reis, que va perdurar fins al final de la Tercera Edat.

## Reis de Ròhan
Els reis de Ròhan provenen de la Casa d'Éorl, que va baixar del nord per socórrer Góndor i se li van concedir les terres de Calenardhon. Des d'Éorl el Jove fins a l'establiment del Regne Reunificat es van succeir 18 reis, corresponent a tres línies familiars.
| Primera Línia | |                |
| 1.            | Éorl el Jove, fill de Léod | 2510 – 2545    |
| 2.            | Brego | 2545 – 2570    |
| 3.            | Aldor el Vell | 2570 – 2645    |
| 4.            | Fréa | 2645 – 2659    |
| 5.            | Fréawine | 2659 – 2680    |
| 6.            | Goldwine | 2680 – 2699    |
| 7.            | Déor | 2699 – 2718    |
| 8.            | Gram | 2718 – 2741    |
| 9.            | Helm Mademartell | 2741 – 2759    |
|               | Els dos fills de Helm van morir a mans dels terrafoscans durant el Llarg Hivern. El fill de la seva germana, Fréaláf fill de Hilde, va esdevenir el primer rei de la segona línia. |                |
|               | |                |
| Segona Línia  | |                |
| 10.           | Fréaláf | 2759 – 2798    |
| 11.           | Brytta Léofa | 2798 – 2842    |
| 12.           | Walda | 2842 – 2851    |
| 13.           | Folca el Caçador | 2851 – 2864    |
| 14.           | Folcwine | 2864 – 2903    |
| 15.           | Fengel | 2903 – 2953    |
| 16.           | Thengel | 2953 – 2980    |
| 17.           | Théoden Ednew | 2980 – 3019    |
|               | L'únic fill de Théoden, Théodred, morí combatent els orcs de Sàruman als Guals de l'Isen. El fill de la seva germana, Éomer, va esdevenir el primer rei de la tercera línia.       |                |
|               | |                |
| Tercera Línia | |                |
| 18.           | Éomer Éadig | 3019 – Q.E. 63 |
| 19.           | Elfwine | Q.E. 63 – ?    |